# Siabal Abal II
Siabal Abal II is een bestuurslaag in het regentschap Tapanuli Utara van de provincie Noord-Sumatra, Indonesië. Siabal Abal II telt 2153 inwoners (volkstelling 2010).